# 4-та Київська стрілецька дивізія Армії УНР
4-та Київська стрілецька дивізія Армії УНР — піхотна дивізія армії УНР, створена як Київська збірна дивізія (група) із частин Київської групи, 9-ї стрілецької, Гуцульського полку морської піхоти; сформована 15 листопада 1920 р, під командуванням генерала-хорунжого Ю.Тютюнника.
Відділ складався з військових частин:
- 5-й піший збірний полк
- 5-й кінний полк
- 5-й гарматний полк

Після переформування 25 травня 1920 р. перейменована у 4-ту Київську стрілецьку дивізію.
Склад дивізії:
- 10-та стрілецька Київська бригада
- 11-та стрілецька Київська бригада
- 12-та стрілецька Київська бригада
- 4-й кінний Київський полк
- 4-та гарматна Київська бригада (формувалася)
- 4-й технічний курінь.

Склад дивізії на 1921 р.:
- 10-та стрілецька Київська бригада(28-30-й стрілецькі курені)
- 11-та стрілецька Київська бригада(31-й стрілецький курінь)
- 4-й кінний Київський полк
- 4-та гарматна Київська бригада
- 4-й технічний курінь.

## Другий зимовий похід
Восени 1921 року 4-та київська дивізія УНР склала основу Повстанчої армії. Наказом від 25 жовтня 1921 року почалося формування збірної Київської дивізії. Начальником дивізії став генерал Янченко, начальником штабу — підполковник Лушненко. Наказом від 27 жовтня призначалися командири частин: гарматної бригади — полковник Русанів, 1-го гарматного куреня — сотник Вітко, 2-го гарматного куреня — сотник Мазарюк, 1-го куреня — сотник Шевченко, 2-го куреня — підполковник Климач, 3-го куреня — сотник Бабиченко, 4-го куреня — сотник Григоряк, 5-го куреня — підполковник Минаківський, технічної сотні — сотник Скорняков, начальник штабу 1-ї бригади — сотник Сіткевич, начальник штабу 2-ї бригади — сотник Янішевський, дивізійний інженер — підполковник Копац, начальник постачання — урядовець Хоха, дивізійний лікар — сотник Плітас.

## Військовики дивізії
- Бабак Петро — козак
- Бабич Іван Дмитрович — козак 4-ї гарматної бригади
- Бережний Сидір Петрович — командир куреня
- Борачук Володимир — хорунжий
- Біденко Йосип Гнатович — старшина управи постачання
- Білецький Іван Омелькович — козак гарматної команди
- Блощаневич Микола Григорович — командир 11-ї бригади
- Бондаренко Оверко Ісакович — козак 2-го куреня 4-ї бригади
- Борис Франц Якович — в. о. командира 4-го кінного полку
- Вовк Андрій Миколайович — командир дивізії
- Галайда (Поляков) Дмитро Якович — старшина 31-го куреня 11-ї бригади
- Гаптарь Пилип Силантійович - сотник
- Грицарюк Нестір Павлович — козак 1-го куреня 1-ї бригади
- Грох Митрофан Васильович — каптернамус штабу 2-ї бригади
- Дідов Степан — командир кулеметної сотні
- Дишлевий Никифор Романович — начальник контррозвідки
- Дзячківський Іван Вікентійович — писар інспекторського відділу штабу 2-ї бригади
- Добрянський Агатон — командир бригади
- Еґер Ернест Артурович — завідувач зброї
- Ємельянів Микола — начальник постачання
- Жир Василь Дорофійович — козак
- Кайдан Стефан Захарович — козак 4-ї гарматної бригади
- Кмец Антін Федорович — козак
- Лавровський Михайло Митрофанович — командир 30-го куреня
- Луб'яний Василь Онуфрійович — бунчужний кулеметної сотні
- Лушненко Олексій Петрович — начальник штабу
- Лященко Федір Якович — козак комендантської сотні штабу
- Мазарюк Сергій Пилипович — командир батареї 4-ї гарматної бригади
- Маринич Петро Іванович — козак 1-го куреня 1-ї бригади
- Майданюк Степан Іванович — санітар лазарету
- Мінаківський Болеслав Людвикович — помічник командира 4-го збірного куреня
- Мироненко Кузьма Давидович — штабіст
- Науменко Юрій — в. о. начальника штабу
- Оксюк Василь Пилипович — сотенний господарчої частини 4-го Київського кінного полку
- Паламаренко Федот Григорович — штабіст 1-ї бригади
- Палій-Сидорянський Михайло — командир 4-го кінного полку
- Петренко Іван Діонісійович — хорунжий
- Пирогів Юрій — підполковник
- Погиба Федір Данилович — хорунжий 3-ї сотні 4-го куреня
- Попович Василь Михайлович — писар 2-го куреня
- Присяжнюк Василь Олександрович — командир 30-го куреня
- Равич-Каменський Володимир Йосипович — штабіст
- Русанов Аркадій Васильович — начальник 4-ї гарматної бригади
- Савченко Трохим Архипович — козак-зв'язківець при штабі
- Сидоренко Сергій Фролович — штабіст
- Синиця Стефан — помічник начальника господарчої частини 5-го куреня 2-ї бригади
- Тимощук Михайло Іванович — козак гарматної бригади
- Тронько Оксентій Іванович — фельдшер
- Тютюнник Юрій Йосипович — командир дивізії
- Угніч Олексій Юхимович — командир 31-го куреня 11-ї бригади
- Усенко Валерій Іванович — фельдшер лазарету
- Усенко Віталій Викентійович — козак
- Фарафонов Мусій Федотович — козак штабної сотні
- Чорний Сергій Іванович — командир 10-го гарматного куреня
- Шраменко Микола — начальник штабу 10-ї бригади
- Шох Петро — хорунжий
- Шулаїв Михайло Мусійович — комендант штабу
- Щербак Степан Терентійович — козак
- Якубовський Павло Володимирович — фельдшер лазарету
- Янченко Володимир Ананійович
- Ясько Анастас Стефанович — командир 3-ї сотні 2-ї бригади
- Яцина Василь Григорович — козак 4-ї гарматної бригади

## Капелани Дивізії
- Маринич Микола Агафонович

## Біографії військовиків дивізії— Героїв Базару

### Дзячківський Іван Вікентійович
Іва́н Віке́нтійович Дзячкі́вський (нар. 1892 — †22 листопада 1921) — вояк Армії УНР. Учасник Другого Зимового походу, розстріляний більшовиками після бою під Малими Міньками.
Народився 1892 року в Торчині Луцького повіту Волинської губернії (нині селище міського типу Луцького району Волинської області). Українець. Селянин. Закінчив двокласну школу. Писар суду. Безпартійний.
Служив у Червоній армії. 1919 року під Луцьком потрапив у полон «до поляків». Був інтернований у табір міста Александров Куявський в центральній Польщі.
Під час Другого Зимового походу — писар інспекторського відділу штабу 2-ї бригади 4-ї Київської дивізії.
Розстріляний 22 листопада 1921 року у місті Базар. Реабілітований 25 березня 1998 року.

### Луб'яний Василь Онуфрійович
Василь Онуфрійович Луб'яний (1896 — пом. 22 листопада 1921) — бунчужний Армії УНР.
Народився в селі Юшків Ріг Таращанського повіту Київської губернії. Українець. Селянин. Закінчив сільську школу. Безпартійний.
В українській армії з 1918 року. Інтернований у табір м. Александров Куявський. Стояв на обліку в кулеметній сотні 16-го куреня 6-ї дивізії. Під час Другого Зимового походу — бунчужний кулеметної сотні 4-ї Київської дивізії. У полон потрапив близько 16.00 год. 17 листопада під с. Малі Миньки.
Розстріляний 22 листопада 1921 р. у м. Базар
Реабілітований 25 березня 1998 р.

### Мон За Літ
Мон За Літ, Момзаліт (1885 м. Харбін — 22 листопада 1921 м. Базар) — козак 4-ї Київської дивізії.
Китаєць. Освіти і спеціальності не мав. Якийсь час жив у м. Казань, де працював чорноробочим (до 1918 р.). Безпартійний.
У Червоній армії не служив. В Армії УНР із 1919 р. Під час Другого Зимового походу — козак 4-ї Київської дивізії.
Потрапив у полон 17 листопада під с. Малі Миньки.
Розстріляний 22 листопада 1921 р. у м. Базар.
Реабілітований 27 квітня 1998 р.
Кавалер Ордену Симона Петлюри.

### Редкин Максим Григорович
Максим Григорович Редкин (1900, м. Херсон — 22 листопада 1921 р.) — воїн Армії УНР, учасник Другого зимового походу.
Український міщанин. Закінчив початкове училище (в м. Херсон). Чорноробочий, безпартійний.
В Армії УНР із 1919 р. Інтернований в одному з польських таборів. Під час Другого Зимового походу — козак 4-ї Київської дивізії.
Розстріляний 22 листопада 1921 р. у м. Базар. Реабілітований 27 квітня 1998 р.

### Синиця Стефан
Синиця Стефан (*1887, с. Узин, Васильківський повіт, Київська губернія — 22 листопада 1921, Базар) — старшина Армії УНР, начальник господарчої частини 4-го Сірожупанного полку 1-ї Рекрутової дивізії.
Безбатченко. Закінчив двокласне училище та Київську школу прапорщиків. Учителював. Від 1918 в українській армії. 1920 року служив у 3-й Залізній дивізії на посаді помічника обозного 21-го куреня, начальником штабу якого був Василь Прохода. Під час Другого зимового походу — помічник начальника господарчої частини 5-го куреня 2-ї бригади 4-ї Київської дивізії.
16 листопада потрапив у полон під с. Миньки. Розстріляний 22 листопада 1921 р. у м. Базар. Реабілітований 25 березня 1998 року.

### Сокрут Наум Аврамович
Сокрут Наум Аврамович (1 грудня 1891, слобода Нижня Сироватка, Сумський повіт, Харківська губернія — 22 листопада 1921, м. Базар). Українець. Селянин. Закінчив Сумське сільськогосподарське училище (в 1912 р.) та 2-гу Іркутську школу прапорщиків. Спеціальність — агроном. Штабс-капітан царської армії (командир інженерної роти) 4-ї Сибірської стрілецької дивізії. Партійність — «петлюрівець» (так вказав у анкеті).
В Армії УНР із 1 січня до листопада 1919 р. (був січовим стрільцем), коли потрапив у полон до денікінців, з якими пізніше був інтернований до табору м. Александров Куявський. У 1920 р. воював у складі Київської дивізії, з якою відступив у Польщу, де знову був інтернований у табір м. Александров Куявський. Під час Другого Зимового походу — ройовий технічної сотні 4-ї Київської дивізії. В полон потрапив 17 листопада. Розстріляний 22 листопада 1921 у м. Базар. Реабілітований 12 березня 1998 р.

### Тимощук Михайло Іванович
Миха́йло Іва́нович Тимощу́к (*1899, село Велика Березна, Заславський повіт, Волинська губернія — †22 листопада 1921, м. Базар) — український військовик.
Народився 1899 року в селі Велика Березна Заславського повіту Волинської губернії (нині Полонського району Хмельницької області). Українець. Селянин. Закінчив двокласне училище. Безпартійний.
В Армії Української Народної Республіки із 7 березня 1919 року. Під час Другого Зимового походу — козак гарматної бригади 4-ї Київської дивізії. Потрапив у полон до більшовиків 17 листопада. Розстріляний 22 листопада 1921 року у місті Базар. Реабілітований 27 квітня 1998 року.

### Тронько Оксентій Іванович
Оксентій Іванович Тронько (3 лютого 1890 — 23 листопада 1921) — фельдшер Армії УНР.
Народився у с. Соколюк Чеботарівської волості, Ольвіопольського повіту, Подільської губернії. Українець. Селянин. Закінчив двокласне училище та фельдшерську школу. Безпартійний.
В Армії УНР із 1919 р. Інтернований у таборі м. Вадовиці (Польща). Під час Другого Зимового походу — фельдшер 4-ї Київської дивізії. Будучи пораненим, 17 листопада потрапив у полон коло с. Звіздаль.
Розстріляний 23 листопада 1921 р. у м. Базар. Реабілітований 12 березня 1998 р.